# Route nationale 46B (Algérie)
Pour les articles homonymes, voir N46B et Route nationale 46B.
La route nationale 46B (RN 46B) en Algérie est une route dans la région de Biskra entre la RN46 et la RN3, longue de 32,9 km qui permet d'éviter la ville de Biskra en passant par Tolga pour aller en direction de la RN3 au sud en direction de Touggourt et El Oued.

## Historique
Un embranchement de 35 km entre Oumache et Tolga de la liaison ferroviaire entre Biskra et Touggourt appelée le réseau dattier a été créé en 1916.
Abandonnée juste après l'indépendance, son emprise est remplacée par une route de wilaya dénommée CW36.
En 1980, la route deviens une route nationale, elle est dénommée RN46B.
En 2002, le chemin de wilaya CW1 entre Tolga et El Outaya long de 40,7 km est ajouté à la RN46B qui porte la longueur totale de la route à 73,6 km.

## Paysage
La route emprunte sur 25 km le tracé de l'ancienne ligne de chemin de fer à travers les palmeraies de la région de Tolga, c'est pourquoi les courbes sont larges. Dans la dernière partie vers la ville de Tolga la route traverse une zone très densément occupées par des palmiers dattiers du label Deglet Nour.
Au nord de Tolga la route traverse à travers un passage dans le Djebel Zaatcha dans les monts du Zab pour atteindre la sebkha de Selga, puis la plaine agricole de Draa Outaya.

## Parcours
- Croisement RN3 près d'Oumache (km 0)
- M'Lili (km 12,5)
- Croisement CW61A vers Ourlal (km 15,6)
- Croisement chemin communal vers Bouchagroune (km 17,7)
- Croisement chemin communal vers Benthious (km 19,7)
- Croisement chemin communal vers Mekhadma (km 21,5)
- Croisement chemin communal vers Bordj Ben Azzouz (km 29,4)
- Rond-point entrée sud de Tolga (km 32,2)
- Croisement RN46 (km 32,9)
- Passage de Djebel Zaatcha (km 39)
- Labreche (km 53)
- Rond-point sur la RN3, entrée d'El Outaya (km 73,6)